# Fred Akuffo
Fred W. K. Akuffo, ganski general in politik, * 21. marec 1937, Akropong,  † 26. junij 1979, Akra.
Leta 1978 je v državnem udaru prevzel oblast in postal vodja vrhovnega vojaškega sveta v Gani ter tako prevzel naloge predsednika Gane. Sam je bil vržen iz položaju z državnim udarom in usmrčen tri tedne pozneje.